# Cantonul L'Aigle-Ouest
Cantonul L'Aigle-Ouest este un canton din arondismentul Mortagne-au-Perche, departamentul Orne, regiunea Basse-Normandie, Franța.

## Comune
| Comune                        | Populație (1999) | Cod poștal | Cod INSEE |
| ----------------------------- | ---------------- | ---------- | --------- |
| L'Aigle                       | ...              | 61300      | 61214     |
| Aube                          | ...              | 61270      | 61008     |
| Beaufai                       | ...              | 61270      | 61032     |
| Écorcei                       | ...              | 61270      | 61151     |
| Rai                           | ...              | 61270      | 61342     |
| Saint-Symphorien-des-Bruyères | ...              | 61300      | 61457     |